# Mbuna

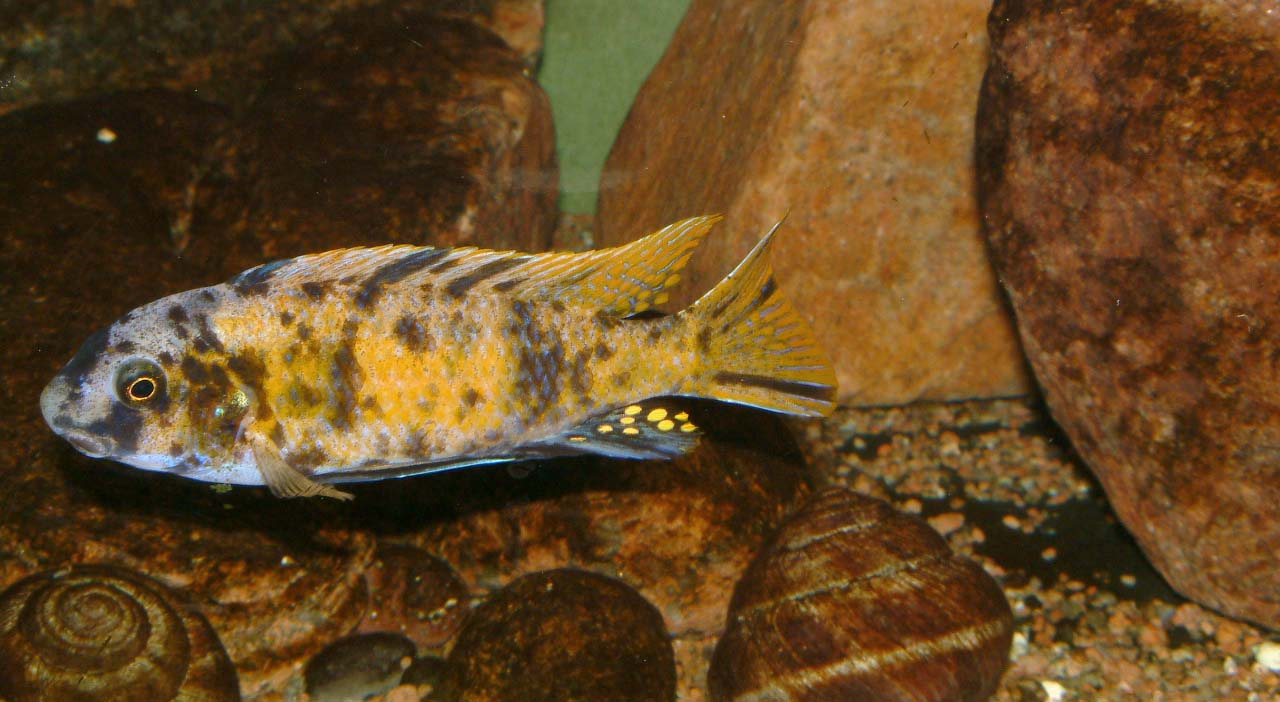
Labeotropheus fuelleborni

De Mbuna zijn zoetwatervissen uit het zuidoosten van Afrika. Dit is een van de groepen waarin de cichliden uit het Malawimeer zijn onderverdeeld. De Mbuna zijn de rotsbewoners van het meer; ze leven in grote groepen in de rotsachtige omgeving langs de randen van het Malawimeer. Ze kenmerken zich onder andere door hun korte gedrongen lichamen en vele kleuren. Mbuna zijn over het algemeen agressiever dan een andere groep uit het meer, de Haplochromis groep. 

## Familie
De Mbuna-groep bestaat uit de volgende families:

(familie; ichtyoloog; jaar van beschrijven)
- Cyathochromis, Trewavas, 1935
- Cynotilapia, Regan, 1922
- Genyochromis, Trewavas, 1935
- Gephyrochromis, Boulenger, 1901
- Iodotropheus, Oliver & Loiselle, 1972
- Labeotropheus, Ahl, 1926
- Labidochromis, Trewavas, 1935
- Maylandia, Meyer & Foerster, 1984
- Melanochromis, Trewavas, 1935
- Petrotilapia, Trewavas, 1935
- Pseudotropheus, Regan, 1922